# Пертозеро (озеро, Сумпосадское сельское поселение)
Пертозеро (Перт-озеро) — бессточное озеро на территории Сумпосадского сельского поселения Беломорского района Республики Карелии.

## Общие сведения
Площадь озера — 2,2 км², площадь водосборного бассейна — 20 км². Располагается на высоте 33,4 метров над уровнем моря.
Форма озера лопастная, продолговатая: вытянуто с северо-запада на юго-восток. Берега изрезанные, каменисто-песчаные. В озере около трёх десятков островов (количество может варьироваться в зависимости от уровня воды).
Озеро поверхностных стоков не имеет и относится к бассейну реки Колежмы, впадающей в Онежскую губу Белого моря На севере озеро отделено узким перешейком от озера Тегозеро.
На северном берегу (на перешейке) располагается деревня Пертозеро. Вдоль юго-западного берега озера проходит железнодорожная линия Беломорск — Обозерская.
Код объекта в государственном водном реестре — 02020001411102000009094.